# フリッツ・ドッベルト
フリッツ・ドッベルト（Fritz Dobbert）は、ブラジル・サンパウロを拠点とするピアノ製造業者である。1950年5月13日創業。ラテンアメリカで最大のピアノメーカーであり、ブラジルのアコースティックピアノのトップ企業である。

## 歴史
工場はドイツ人のOtto Halben、CelioおよびThyrso Bottura兄弟によって、Canindé地区でIndústria de Pianos Halben（ハルベン・ピアノ産業）として創業された。1956年、会社はPirituba地区の倉庫複合施設へ移転し、Pianofatura Paulista（サンパウロ・ピアノ製造）と解明した。この時にはHalbenは既に会社に関与していなかった。
Pianofatura Paulistaは20種類を超えるピアノブランド名を使用した。1958年、工場従業員で職人のFritz Wilhelm Ernst Otto Dobbertがピアノの新しい設計を開発した。このピアノは非常に成功を収め、彼の名を冠した。間もなく、Pianofatura PaulistaはFritz Dobbertブランドのみを使用するようになった。
長年にわたって、Fritz Dobbertはブラジル最大のピアノメーカーの一つとしての地位を確立してきた。2015年5月、65周年を迎えた時に、工場はPirituba近郊を離れて、オザスコのより近代的な施設へと移転した。会社は現在創業者の2世代目によって経営されている。